# Epioblasma brevidens
Epioblasma brevidens es una especie de molusco bivalvo  de la familia Unionidae.  Fue extinto por la pérdida de su hábitat natural.

## Distribución geográfica
Es  endémica de los  Estados Unidos.

## Hábitat
Su hábitat natural son: los ríos.

## Estado de conservación
Se encuentra amenazada de extinción por la pérdida de su hábitat natural.